# سامانه مکانیابی آنی
سامانه مکانیابی بلادرنگ (RTLS) سیستمی است برای یافتن موقعیت و ردگیری اشیاء یا افراد در زمان واقعی که عمدتاً در خصوص محدوده‌های مشخص و داخل ساختمان‌ها استفاده می‌شود.
Tag
(برچسب)های وایر-لِس به شی یا فرد مورد نظر متصل شده و سیگنال‌های ارسالی از آن‌ها توسط
Reader
قرائتگرهایی با محل ثابت و از پیش تعیین شده دریافت و موقعیت آن‌ها محاسبه می‌گردد. به عنوان نمونه‌هایی از این‌گونه سیستم‌ها می‌توان به سیستم‌های ردیابی خودروها در پارکینگ، سیستم مکانیابی اشیاء در انبار و سیستم مکانیابی افراد و تجهیزات در بیمارستان‌ها اشاره نمود.
لایه فیزیکی مورد استفاده در سیستم معمولاً برپایه تکنولوژی فرکانس رادیویی ایجاد می‌شود، ولی در برخی موارد این سیستم در بسترهایی مانند فروسرخ یا فراصوت نیز به صورت مستقل یا در کنار RF پیاده‌سازی شده‌است. تگ‌ها و نقاط مرجع (قرائتگرهای) ثابت می‌توانند بسته به مدل سیستم، فرستنده، گیرنده یا هردو حالت را دارا باشند.
این سامانه در حالت کلی، زیرمجموعه‌ای از سامانه موقعیت‌یاب محلی بوده و ارتباطی با سامانه موقعیت‌یاب جهانی (GPS) ندارد. همچنین اطلاعات مکانی بدست آمده برای تگ‌ها اغلب دربرگیرنده شاخصه‌هایی مانند سرعت یا جهت در فضای سه بعدی نمی‌باشد.

## مفهوم موقعیت‌یابی
همان‌طور که اشاره شد این سامانه اغلب در فضاهای داخلی یا محدوده‌های از پیش تعریف شده مورد استفاده قرار می‌گیرد و پوشش فراگیر در سطح جهانی مانند سیستم جی پی اس ندارد. تگ‌های RTLS به شیء / فردی که قرار است ردیابی گردد متصل شده و نقاط مرجع ثابت (قرائتگرها)، که هم می‌توانند نقش پل ارتباطی داشته باشند و هم به عنوان گیرنده سیگنال باشند، در محدوده ساختمان / فضای مورد نظر برای ردیابی تگ‌ها بگونه‌ای نصب می‌شوند که پوشش کاملی در محدوده ایجاد نمایند. در اغلب موارد افزایش تعداد نقاط مرجع (قرائتگر) سبب بالارفتن دقت در تعیین مکان تگ‌ها خواهد شد.
امروزه سیستم‌های مختلفی با نام «سامانه موقعیت‌یابی بلادرنگ» طراحی و پیاده‌سازی شده‌اند، اما دو مدل طراحی اصلی برای این سیستم‌ها وجود دارد:

### موقعیت‌یابی برپایه نقاط خاص (کلیدی)
ساده‌ترین حالت پیاده‌سازی موقعیت‌یابی نقاط کلیدی، دریافت سیگنال‌های برد کوتاه از تگ‌های در حال حرکت توسط یک قرائتگر (reader) مشخص در شبکه است؛ بنابراین تعیین موقعیت با نزدیک شدن تگ و قرائتگر اتفاق می‌افتد. یا در حالتی دیگر، سیگنال شاخص دریافتی از فرستنده‌ای که وظیفه نشان دادن نقطه‌ای خاص را دارد به وسیلهٔ تگ در حال حرکت دریافت شده و از طریق یک کانال ارتباطی به پردازشگر تعیین موقعیت ارسال گردد. میزان دقت در این حالت به صورت یک کره محاط بر نقطه کلیدی، که ابعاد آن با برد دریافتی گیرنده/فرستنده مشخص می‌شود، تعریف می‌شود. استفاده از آنتن‌های جهت دار یا بکارگیری تکنولوژیهایی مانند فروسرخ و فراصوت که محدود به دیوارهای اتاق می‌شوند، در تعیین موقعیت در فضایی با اشکال هندسی مختلف کمک خواهد کرد.

### موقعیت‌یابی برپایه مختصات نسبی
در این مدل، سیگنال شاخص ارسالی از تگ‌ها به وسیلهٔ تعدادی از قرائتگرها در شبکه دریافت شده و موقعیت تگ با استفاده از یکی از الگوریتم‌های مکانیابی مانند Trilateration, multilateration یا triangulation تخمین زده می‌شود. یا در حالتی مشابه، سیگنال‌های شاخص از نقاط مرجع سیستم به وسیلهٔ تگ در حال حرکت دریافت و از آنجا به یک کانال ارتباطی با پردازنده تعیین موقعیت رله می‌شود. در موقعیت‌یابی برپایه نقاط مرجع چندگانه به منظور تخمین دقیق موقعیت تگ‌ها، لازم است فاصله نقاط مرجع در شبکه به‌درستی تعیین شده باشد. عمل تعیین فواصل را در اصطلاح (ranging) می‌نامند.
روش دیگر برای محاسبه موقعیت نسبی اینست که چنانچه تگ‌ها امکان برقراری ارتباط مستقیم با یکدیگر را دارند، این اطلاعات به طریقی به پردازشگر موقعیت ارسال گردد.

### دقت در موقعیت‌یابی
در RF Trilateration برای تخمین موقعیت تگ‌ها از تکنیک تخمین فاصله محل ارسال سیگنال با گیرنده‌های مختلف استفاده می‌شود. اما در RF Triangulation زاویه دریافتی سیگنال ارسالی توسط قرائتگرهای مختلف، پارامتر اصلی محاسبات است. عوامل متعددی مانند دیوارها، مبلمان و غیره می‌توانند روی محدوده برد و زاویه دریافتی سیگنال اخلال ایجاد کنند که موجب کاهش کیفیت تخمین خواهد شد. در چنین وضعیتهایی استفاده از آنتن‌های جهت دار، کالیبراسیون قرائتگرها و افزایش تعداد آنها، به عنوان راهکار افزایش دقت کمک مؤثری خواهد بود. درحالت کلی در سیستم‌های تخمین موقعیت، برای یک محدوده ۱۰ متری دقت تخمین ۹۰٪ (خطای یک متر) به عنوان دقتی مناسب مدنظر قرار گرفته‌است.
گرچه تکنولوژی‌های فروسرخ  و فراصوت ، به دلیل عدم گذر از موانعی مانند دیوار، می‌تواند منجر به تولید دقت بیشتر شود، ولی همین نکته نقطه ضعفی نیز برای آن‌ها به‌شمار رفته و به عنوان مثال چنانچه فرستنده سیگنال در خط دید (line of sight) گیرنده قرار نگرفته باشد به‌طور کلی ناپدید خواهد شد. از دیگر سوءاستفاده از این تکنولوژی‌ها در برخی اماکن مانند محیط‌های بیمارستانی به دلیل اختلال با سیستم‌های فراصوت استفاده شده، کمتر مورد توجه است.

## کاربردها
از راهکار RTLS می‌توان در بسیاری از حوزه‌های کاری و تدارکی استفاده نمود:
- مکانیابی تجهیزات در یک مرکز، مانند یافتن محل اشتباه بار در یک انبار
- اخطار برای موقعیت جدید، به عنوان مثال وقتی یک جعبه بار در محلی نامناسب رها شده
- تجمیع مشخصات تعدادی از اشیاء که در یک محل قرار گرفته‌اند، مانند اجناس روی یک پالت
- موقعیت‌یابی مشتریان، مثلاً در یک رستوران، به منظور تحویل صحیح سفارش
- مدیریت صحیح پرسنل، مثلاً کنترل محل مناسب نیروهای حفاظتی در یک محیط امنیتی
- آمارگیری خودکار و سریع افراد هنگام رخداد یک حادثه
- ردیابی خودکار و نظارت بر زمان مورد نیاز برای انجام فرایندها، مثلاً یافتن و محاسبه زمان انتظار یک بیمار در اورژانس، مدت زمان بستری یا رسیدگی به وی و زمان ترخیص. چنین سیستم‌هایی کمک مؤثری در روند بهبود فرایندها خواهند داشت
- مدیریت دقیق منابع (تجهیزات، نیروی انسانی و …) به منظور مدیریت صحیح ظرفیت

## حفظ حریم خصوصی
استفاده از این راهکار برای افراد و پرسنل در نگاه اولیه می‌تواند به عنوان تهدیدی برای حریم خصوصی افراد تلقی گردد. دیدگاهی که در برخورد نخست به وجود می‌آید کنترل افراد و یافتن موقعیت آن‌ها به منظور کنترل ساعت کاری و میزان کارکرد آن‌ها است. به همین منظور مخالفت‌هایی بخصوص از سوی اتحادیه‌های کارگری ابراز گردید.
اما از دیگر سو به دلیل کاربردها و مزایای فراوان بکارگیری چنین راهکاری مطالعاتی انجام شد که نتایج آن جالب توجه بود. به عنوان مثال پس از شیوع گسترده بیماری سارس در آمریکای شمالی، بیمارستان عمومی تورنتو کانادا که از RTLS بهره می‌برد، طی مطالعه‌ای مشاهده کرد که زمان قرنطینه افراد در این بیمارستان به دلیل کنترل صحیح رفت‌وآمدها و نظارت بر روند کار بمیزان قابل توجهی کاهش داشته‌است.
یا در نمونه‌های دیگر می‌توان کاهش زمان رسیدگی به درخواستهای افراد و پرسنل در وضعیت اورژانسی و خطر، کاهش مدت زمان بستری بیماران، کنترل تردد افراد در معرض اشعه در محیط‌های کاری یا پرتودرمانی بیمارستان‌ها را ذکر کرد،
.

## انواع تکنولوژیهای مورد استفاده
دامنه وسیعی از بسترهای ارتباطی به منظور تولید سیستم‌های موقعیت‌یابی بلادرنگ مورد استفاده و توجه قرار گرفته‌اند.
- Active radio frequency identification - Active RFID
- Active radio frequency identification - infrared hybrid - Active RFID-IR
- Infrared - IR
- Optical locating,[۷][۸]
- Low-frequency signpost identification
- Semi-active radio frequency identification - semi-active RFID
- Passive RFID RTLS locating via Steerable Phased Array Antennae[۹]
- Radio beacon,[۱۰][۱۱]
- Ultrasound Identification - US-ID[۱۲]
- Ultrasonic ranging - US-RTLS[۱۳]
- Ultra-wideband - UWB[۱۴]
- Wide-over-narrow band[۱۵]
- Wireless Local Area Network - WLAN, Wi-Fi[۱۶]
- Bluetooth,[۱۷][۱۸]
- Clustering in noisy ambience,[۱۹][۲۰]
- Bivalent systems[۲۱]

## تعیین محدوده و زاویه
برحسب آنکه کدامیک از تکنولوژی‌های یاد شده به عنوان زیرساخت فیزیکی محصول انتخاب شده باشد، یک یا ترکیبی از چند روش فاصله‌یابی / تشخیص زاویه برای تعیین موقعیت مورد استفاده قرار می‌گیرد.
- زاویه ورود (Angle of arrival - AoA)
- خط دید (Line-of-sight - LoS)
- زمان ورود (Time of arrival - ToA)
- اختلاف زمانی ورود (Time difference of arrival - TDoA)
- زمان ارسال (پرواز) (Time-of-flight - ToF)
- تقارن دوطرفه (Two-way ranging - SDS-TWR)
- محدوده الکترومغناطیسی میدان نزدیک (Near-field electromagnetic ranging - NFER)

## خطاها و میزان دقت در سیستم‌های موقعیت‌یاب
موقعیت‌یابی بلادرنگ تحت تأثیر خطاهای بسیاری قرار دارد. تعدادی از مهم‌ترین آن‌ها مرتبط با ماهیت سیستم موقعیت‌یابی می‌یاشد و نمی‌توان با بهبود تجهیزات فنی آن‌ها را برطرف کرد.
عدم پاسخ‌دهی یا پاسخ غیرمستقیم
در تعدادی از سیستم‌های RTLS قابلیت دید مستقیم، خطی و بدون مانع مورد نیاز است. در این سیستم‌ها هنگامی که دید مستقیمی بین تگ و قرائتگر وجود ندارد، پردازنده موقعیت‌یابی نمی‌تواند مکانی را تشخیص دهد. البته این مشکل در مورد سیستم‌های با متدولوژی محاسبه «زاویه ورود» و «زمان ورود» نیز مصداق دارد. یکی از روش‌های مؤثر برای غلبه بر این مشکل بکارگیری متد یافتن شاخص منحصربفرد است: چنانچه مکان‌ها در یک محدوده مورد ردیابی دارای شاخصه‌های قابل اندازه‌گیری مستقلی باشند، خط دید مستقیم دیگر مسئله مهمی نخواهد بود. به عنوان مثال اگر هر نقطه دارای ترکیب منحصربفردی از قدرت سیگنال قابل خواندن به وسیلهٔ قرائتگرها باشد، سیستم موقعیت‌یاب به خوبی عمل خواهد کرد. گرچه داشتن چنین وضعیتی بمعنی توزیع دقیق و مناسبی از قرائتگرها در محدوده مورد نظر است.
موقعیت اشتباه
محل محاسبه شده ممکن است بطورکل اشتباه بدست آمده باشد. این اتفاق نتیجه عمومی یک مدل عملیاتی ساده است که در آن منابع خطای متعددی وجود دارد. وجود این خطا ثابت می‌کند نمی‌توان از خطای منابع چشم پوشی کرد و در عین حال مکانیابی صحیحی در اختیار داشت.
تاخیر موقعیت‌یابی
خطای موقعیت موقت
خطای موقعیت ثابت
اختلال (پارازیت) مکانی
پرش مکانی
خزش مکانی

## برای مطالعهٔ بیشتر
- سیستم‌های موقعیت‌یابی داخلی
- RFID
- مسیر و مسیریابی
- اطلاع از محتوا
- اطلاع از موقعیت
- ناوبری هذلولوی
- استانداردهای موقعیت‌یابی بلادرنگ
- IEEE 802.15.4

## پیوندها
- سازمان بین‌المللی استاندارد مهندسی
- سازمان بین‌المللی استاندارد صنعت و مهندسی
- سازمان بین‌المللی استاندارد مهندسی الکترونیک
- موقعیت‌یابی مراکز درمانی و بیمارستان‌ها